# Mazerier
Mazerier ist ein zentralfranzösischer Ort und eine Gemeinde (commune) mit 320 Einwohnern (Stand: 1. Januar 2022) im Département Allier im Norden der Region Auvergne-Rhône-Alpes. Sie gehört zum Arrondissement Vichy und zum Kanton Gannat.

## Lage
Mazerier liegt in der Landschaft des Bourbonnais etwa 21 Kilometer westlich von Vichy. Umgeben wird Mazerier von den Nachbargemeinden Jenzat im Norden, Saulzet im Osten, Gannat im Süden und Südosten, Bègues im Westen und Südwesten sowie Saint-Bonnet-de-Rochefort im Westen und Nordwesten.

## Bevölkerungsentwicklung
| Jahr                       | 1962 | 1968 | 1975 | 1982 | 1990 | 1999 | 2006 | 2011 | 2016 | 2019 |
| Einwohner                  | 316  | 286  | 265  | 302  | 299  | 278  | 268  | 286  | 299  | 306  |
| Quellen: Cassini und INSEE |      |      |      |      |      |      |      |      |      |      |

## Sehenswürdigkeiten
Siehe auch: Liste der Monuments historiques in Mazerier
- Kirche Saint-Saturnin aus dem 10. Jahrhundert, Umbauten aus dem 15. Jahrhundert, seit 1990 Monument historique
- Schloss Langlard aus dem 13. Jahrhundert, Umbauten aus dem 15. Jahrhundert und später, seit 1929 Monument historique
- Schloss La Motte-Mazerier aus dem 14. Jahrhundert
- Viadukt von Neuvial aus dem Jahre 1869, seit 1965 Monument historique

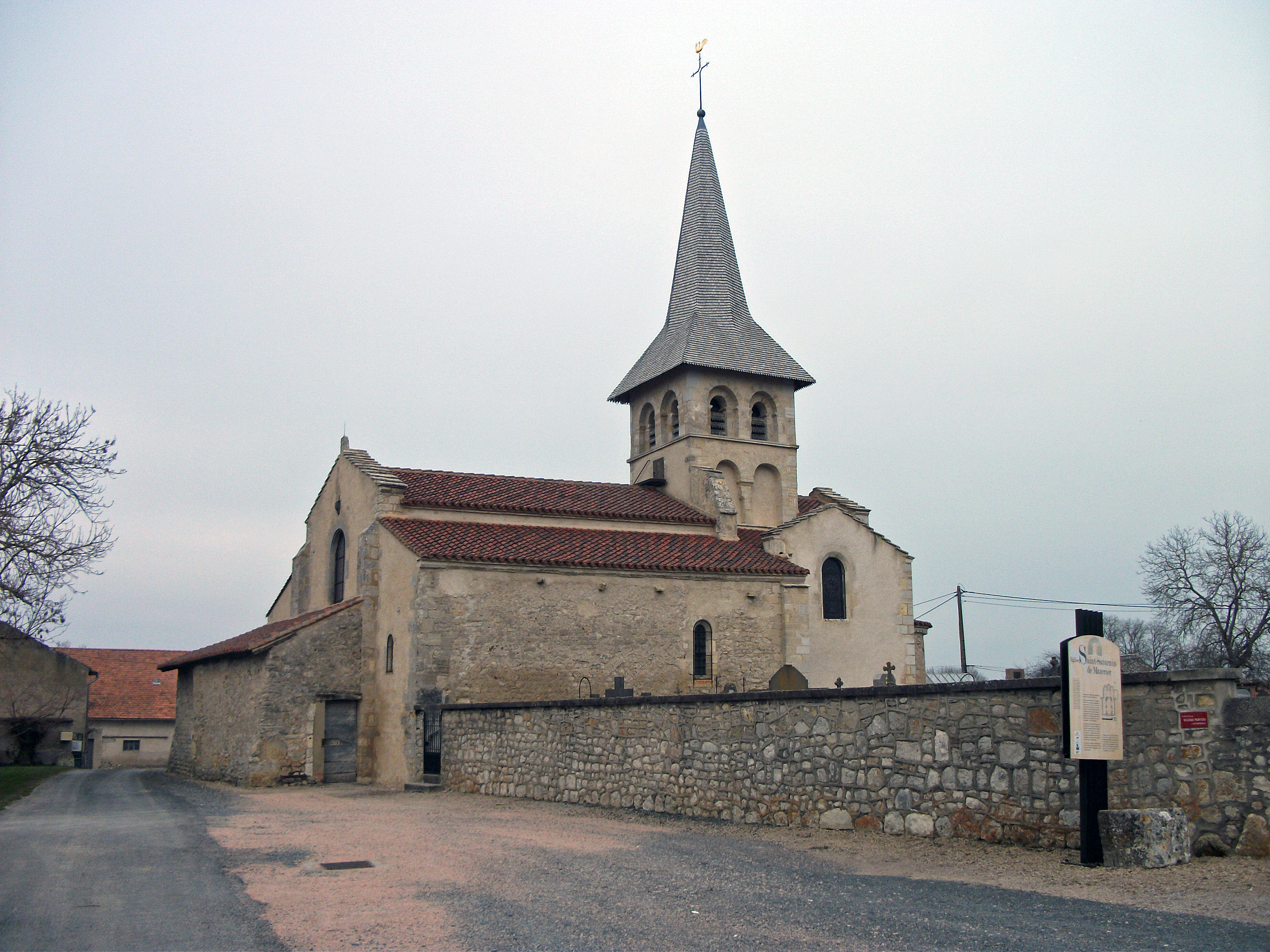
Kirche Saint-Saturnin
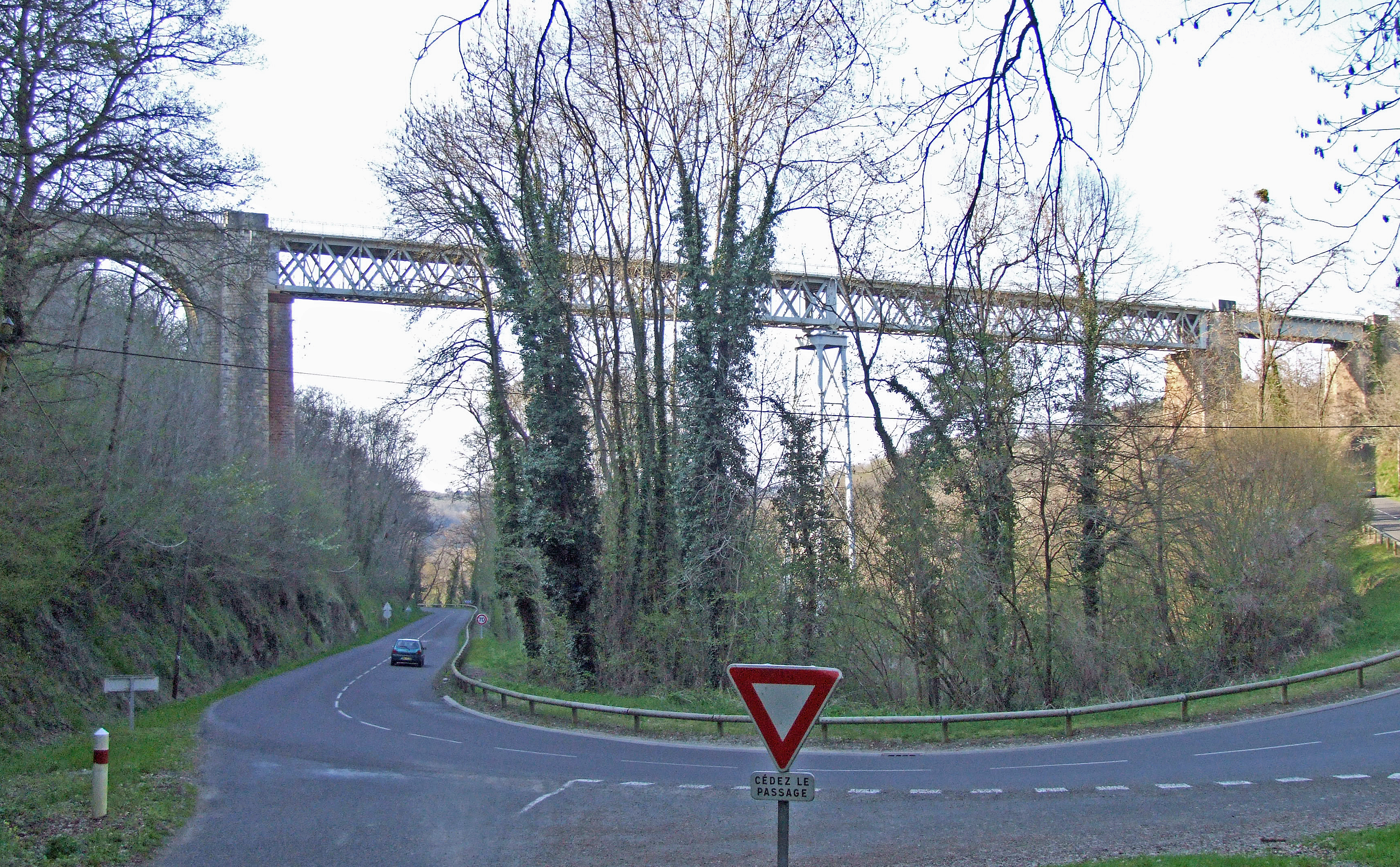
Viadukt von Neuvial